# NGC 6927A
NGC 6927A је елиптична галаксија у сазвежђу Делфин која се налази на NGC листи објеката дубоког неба.
Деклинација објекта је + 9° 53' 0" а ректасцензија 20h 32m 36,7s. Привидна величина (магнитуда) објекта NGC 6927 износи 15,5 а фотографска магнитуда 16,5. NGC 6927A је још познат и под ознакама MCG 2-52-15, PGC 64924.